# Speocera laureata
Espèce
Speocera laureata est une espèce d'araignées aranéomorphes de la famille des Ochyroceratidae.

## Distribution
Cette espèce est endémique de l'archipel Nansei au Japon. Elle se rencontre dans des grottes.

## Description
La femelle holotype mesure 1,34 mm et le mâle paratype 1,30 mm.

## Publication originale
- Komatsu, 1974 : A new cave spider of the genus Speocera (Araneae: Ochyroceratidae) from Okinawa. Acta Arachnologica, vol. 25, no 2, p. 44-46.